# Padre Tião
Padre Tião é uma telenovela brasileira produzida e exibida pela TV Globo de 12 de dezembro de 1965 a 17 de fevereiro de 1966, em 50 capítulos. Substituiu A Moreninha e foi substituída por O Santo Mestiço, sendo a 3.ª novela das sete exibida pela emissora.
Baseada em O Pequeno Mundo de Dom Camilo, de Giovanni Guareshi, foi escrita por Moysés Weltman e dirigida por Otávio Graça Mello.

## Enredo
A trama conta a história do atrapalhado padre Tião e as suas desventuras numa cidade do interior. Padre Tião vive se intrometendo na vida dos moradores da cidade. Prelado da Igreja Católica, fora criado desde menino pela sua avó, a adorável Vovó Santana.
Paralelo às peripécias do Padre, há também a história complicada de amor entre a aventureira Cidinha e o tímido Júnior.

## Elenco
| Ator               | Personagem   |
| ------------------ | ------------ |
| Ítalo Rossi        | Padre Tião   |
| Iracema de Alencar | Vovó Santana |
| Marília Pêra       | Cidinha      |
| Gracindo Júnior    | Júnior       |
| Sérgio Britto      | Tom          |
| Yara Sarmento      | Honestidade  |
| Milton Gonçalves   | Negrão       |
| Zezé Macedo        | Jacqueline   |
| Milton Carneiro    | Seu Romeu    |
| Cláudia Martins    | Natália      |
| Otávio Graça Mello | Heleno       |

## Produção
Padre Tião foi a segunda adaptação para a televisão da obra O Pequeno Mundo de Dom Camilo, de Giovanni Guareshi. A obra já havia sido adaptada em 1958 na TV Tupi de São Paulo com Otelo Zeloni como o protagonista, Dom Camilo. É a segunda parceria entre Moysés Weltman e Otávio Graça Mello, que haviam trabalhado em Rosinha do Sobrado.
O diretor Otávio Graça Mello fez uma participação na trama, interpretando Heleno.